# ريويتشي سوجياما
ريويتشي سوجياما (杉山 隆 一) ولد 4 يوليو 1941 في شيزوكا، اليابان هو لاعب كرة قدم ياباني سابق فاز بالميدالية البرونزية بدورة الألعاب الاولمبية الصيفية عام 1968 في مكسيكو سيتي. كما شارك في دورة الألعاب الاولمبية الصيفية 1964 في طوكيو، وسجل هدفين.

## روابط خارجية
1. ↑  "Ryuichi Sugiyama". Sports Reference. مؤرشف من الأصل في 2018-05-28.

- ريويتشي سوجياما على موقع الاتحاد الدولي (مؤرشف)  (الإنجليزية)
- ريويتشي سوجياما على موقع قاعدة بيانات كرة القدم.إي يو (الإنجليزية)
- ريويتشي سوجياما على موقع ناشيونال فوتبول تيمز (الإنجليزية)
- ريويتشي سوجياما على موقع عالم كرة القدم.نت (الإنجليزية)
- ريويتشي سوجياما على موقع أوليمبيديا (الإنجليزية)